# Сура Аш-Шуара
Сура Аш-Шуара (араб. سورة الشعراء‎) або Поети — двадцять шоста сура Корану. Мекканська, містить 227 аятів.